# Outlaw in 'Em
Chansons représentant les Pays-Bas au Concours Eurovision de la chanson
Lights and Shadows
(2017)
Singles de Waylon
Mis je zo graag
(2016)
Outlaw in 'Em (« Hors-la-loi en soi ») est une chanson interprétée par le chanteur néerlandais Waylon, sortie le 3 mars 2018.
C'est la chanson représentant les Pays-Bas au Concours Eurovision de la chanson 2018. Elle y est intégralement interprétée en anglais, et non en néerlandais, le choix de la langue étant libre depuis 1999.

## Concours Eurovision de la chanson

### Sélection interne
Le 9 novembre 2017, le chanteur Waylon a été choisi par le radiodiffuseur néerlandais AVROTROS pour représenter les Pays-Bas au Concours Eurovision de la chanson 2018. Waylon avait déjà représenté les Pays-Bas en 2014, au sein du groupe The Common Linnets aux côtés d'Ilse DeLange. Leur chanson Calm After the Storm avait récolté 238 points lors de la finale, les plaçant deuxièmes.
Avant que la chanson soit officiellement choisie, Waylon a présenté cinq chansons — incluant celle qui représentera les Pays-Bas au Concours Eurovision de la chanson 2018 — toutes tirées de son dernier album The World Can Wait, sur le talk-show De Wereld Draait Door (nl) présenté par Matthijs van Nieuwkerk et diffusé sur la chaîne NPO 1.
Le 2 mars 2018, la chanson Outlaw in 'Em a été sélectionnée en interne et officiellement annoncée, et sera ainsi la chanson représentant les Pays-Bas au Concours Eurovision de la chanson de 2018.

### À Lisbonne
Lors de la deuxième demi-finale le 10 mai 2018, Outlaw in 'Em est la 8e chanson interprétée sur 18 suivant My Lucky Day de la Moldavie et précédant We Got Love de l'Australie. Elle s'est qualifiée pour la finale en terminant septième parmi les dix chansons les mieux classées.
Outlaw in 'Em est la 23e chanson interprétée lors de la finale, le 12 mai 2018, après Toy d'Israël et avant Together de l'Irlande. À l'issue du scrutin, la chanson s'est classée 18e sur 26 avec 121 points, recevant 89 points des jurys et 32 points des télévotes,.

## Liste des pistes
| 1. | Outlaw in 'Em | 2:56 |

## Classements

### Classements hebdomadaires
| Classement (2018)                    | Meilleure position |
| ------------------------------------ | ------------------ |
| Belgique (Flandre Ultratip 100)      | 40                 |
| Écosse (OCC)                         | 74                 |
| Pays-Bas (Nederlandse Top 40)        | 37                 |
| Pays-Bas (Single Top 100)            | 40                 |
| Royaume-Uni (UK Download Chart)      | 70                 |
| Suède Heatseeker (Sverigetopplistan) | 2                  |

## Historique de sortie
| Région / Pays | Date        | Format                   | Label                               |
| ------------- | ----------- | ------------------------ | ----------------------------------- |
| Monde entier  | 3 mars 2018 | Téléchargement numérique | Waymore Music, Warner Music Benelux |